# Бретонский дом
Бретонский дом или Бретонская династия (фр. Maison de Bretagne) — несколько знатных родов, правивших в королевстве (позже герцогстве) Бретань.

## Династия Номиноэ
Родоначальником династии был Номиноэ (ум. 851), граф Ванна с 819/831, 1-й герцог Бретани с 841, происходивший из знатной бретонской семьи Плумога и заложивший основу для будущего бретонского королевства. Ему наследовал сын Эриспоэ (ум. 857), который осенью 851 года стал первым королём Бретани. Эриспоэ был убит в октябре или ноябре 857 года в результате заговора, организованного его кузеном Саломоном. Жену Эриспоэ звали Мормоэк, у них был как минимум один сын по имени Конан, судьба которого неизвестна, а также дочь, которая была помолвлена с будущим королём Западно-Франкского королевства Людовиком Заикой, а после убийства Эриспоэ вышла замуж за графа Ренна Гурвана.
Также согласно анналам монастыря Сен-Сальватор в Редоне у Номиноэ было ещё 2 сына, Паскветен и Гурван, убитых Саломоном.

## Династия Саломона
Согласно некоторым поздним генеалогиям Саломон (ум. 874) был сыном Риваллона III, графа де Поэр. Поскольку упоминается, что Саломон был кузеном Эриспоэ, то его мать была сестрой Номиноэ, 1-го герцога Бретани. Саломон в 851 году получил под управление треть Бретани. В его владения входила территория графство Ренн и Нант. В 857 году Саломон организовал убийство Эриспоэ и сам стал королём. В конце своего правления Саломон пользовался практически неограниченной властью в Бретани, именуя себя «князь всей Бретани и большой части Галлии». Эта власть вызвала недовольство бретонской знати. В итоге в 874 году был организован заговор, который возглавили зять Саломона Паскветен, граф Нанта, зять Эриспоэ Гурван, граф Ренна, а также племянник Саломона Виго, сын Ривелина, графа Корнуая. В итоге Саломон 28 июня был схвачен и убит. Убийство Саломона привело к гражданской войне в Бретани между различными феодалами, претендовавшими на наследование Саломону.
Жену Саломона звали Гюнебрет (Вамбри), от этого брака родилось как минимум трое детей: сыновья Риваллон и Виго, умершие раньше отца, а также дочь Простлон (ум. до 8 января 876), которая была замужем за Паскветеном, одним из убийц Саломона.